# Operace Valkýra

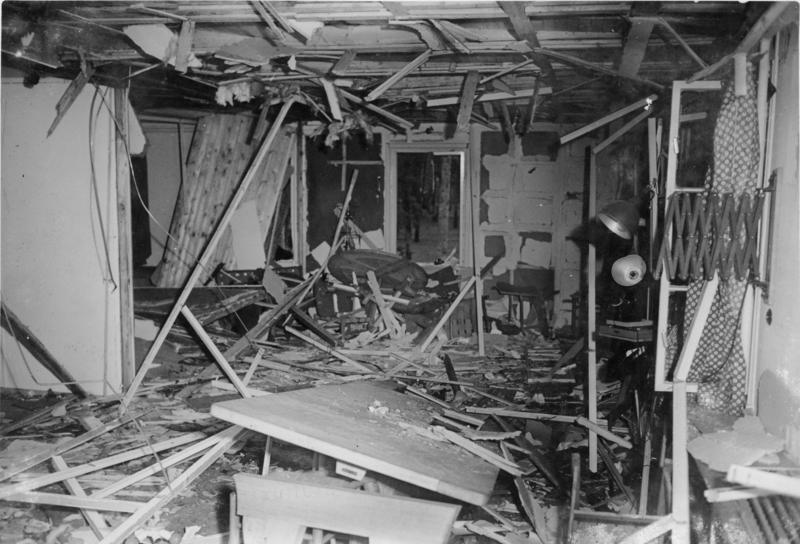
Hitlerův hlavní stan po výbuchu bomby

Operace Valkýra (německy: Unternehmen Walküre) byl vládní plán v nacistickém Německu pro případ všeobecného zhroucení občanského pořádku, např. po bombardování měst nebo při případném povstáním milionů nuceně nasazených cizinců pracujících v Říši. Podle tohoto plánu měla Záložní armáda obnovit kontrolu nacistické vlády nad obyvateli.

## Atentát
Německý generál Friedrich Olbricht, generálmajor Henning von Tresckow a plukovník Claus von Stauffenberg plán pozměnili s úmyslem použít jej k převzetí kontroly nad německými městy, odzbrojení SS a zatčení nacistického vedení, jakmile bude zabit Hitler v plánovaném atentátu, a pak vyjednat ukončení války.
Atentát byl dvakrát odložen a pak 20. července 1944 proveden neúspěšně, protože porada s Hitlerem, na níž se měl odehrát, byla přesunuta mimo bunkr a tam poměrně slabá výbušná nálož měla mnohem menší účinnost.
Hitler byl jen lehce zraněn, nechal spiklence pozatýkat a zhruba 200 lidí pak popravit. Přesto šlo o jeden z nejvýznamnějších z mnoha pokusů o atentát na Hitlera.

## Filmové adaptace
- Valkýra (film) – filmové zpracování tohoto atentátu z roku 2008
- Stauffenberg (film) – německo-rakouský film o atentátu z roku 2004, zvaný též Operation Valkyrie